# Navel (entreprise)
Navel (ネーブル, Nēburu) est un éditeur de jeux vidéo japonais, spécialisé dans les visual novels eroge bishōjo. Le nom de la société fait référence à l'orange navel, et constitue également un jeu de mots avec novel.

## La société et ses marques
Navel a deux mascottes, des bishōjo nommées Minneola et Citrus, les deux étant des noms d'agrumes.
En mars 2006, Navel a lancé une marque parallèle, Lime (citron vert) qui produit le même type de jeux. Lime possède aussi deux mascottes bishōjo mais qui sont représentées en mode super deformed.

## Jeux produits
Les dates de sortie indiquées sont les dates de sortie au Japon.

### Jeux produits par Navel
- Shuffle! (30 janvier 2004)
- Soul Link (17 décembre 2004)
- Lovely idol (28 avril 2005)
- Tick! Tack! (16 septembre 2005)
- Really? Really! (24 novembre 2006)
- Oretachi ni Tsubasa wa Nai (version « Prelude » le 28 juin 2008, version complète sortie le 30 janvier 2009)

#### Autres créations Navel
- Judgement Chime (manga)
- Marriage Royale (manga et histoire illustrée)

### Jeux produits par Lime
- Nostradamus ni Kiite Miro (25 janvier 2008)

### Collaboration entre Navel et Lime
- Nee Pon? × Rai Pon! (31 août 2007)